# Manskören Sångarbröderna
Manskören Sångarbröderna (tidigare Manskvartetten SB och Sångsällskapet Sångarbröderna) var en manskör i Mjölby som bildades 1912. Kören slog samman 1998 med Skeninge manskör och bildade Manskören SMS (Skeninge Mjölby Sångarbröder).

## Historik
Den 9 september 1912 hade Gustav Erik Andersson (Erik Brutsner) samlat ihop en grupp med sångare. Gruppen bestod av Martin Hellerstedt (1:a tenor), Arvid Ohlsson (1:a bas), Eliazar Hall (2:a bas) och Einar Wissing (2:a bas). Man kallad sig Manskvartetten SB. Under hösten samma år flyttade Gustav Erik Andersson från Mjölby och kören leddes då av Erik Elmgren och  senare Tage Norlén. Kören gav sin första konsert 20 april 1913 i Mjölby teatersalong. Under 1914 medverkade kören vid Baltiska utställningen och i Köpenhamn. Under 1915 låg verksamheten nere på grund av Första världskriget. 1916 tog Erik Engberg över ledningen och kören bytte namn till Sångsällskapet Sångarbröderna. 1918 bytte man namn till Manskören Sångarbröderna. 1923 medverkade kören på en konsert i Göteborg under ledning av Hugo Alfvén. Kören deltog 1929 på Skänningeutställningen då Östgöta Sångarförbund samlade 350 sångare. 1934 avled Erik Engberg och året därpå tog Heimer Sjöblom över som dirigent. 1946 tog Sjöblom ett sabbatsår för att komponera musik och kantor Folke Ekholm blev dirigent för kören. Erik Brutsner kom senare att bli dirigent för kören. 1956 blev Folke Ekholm åter dirigent för kören. Hösten 1958 blev musikdirektör Birger Norén dirigent för kören. Under hans ledningen gjorden kören resor till bland annat London, Hamburg, Sandefjord och Helsingors. I Helsingfors träffade man Kyrkslätts manskör som kom att bli körens vänkör. 1972 bildades manskörens damklubb av fruar. Manskören vann en tävling 1973 i Åtvidaberg som arrangerades av Östgöta Sångarförbund. 1987 blev Ann Bremer dirigent för kören och hon slutade 1996. Efter assisterade bland annat Fredrik Alf, Rolf Wiksteröm och Anders Johansson som dirigenter. 1994 började man samarbeta mer med Skeninge manskör och man grundade traditionen att han en sensommarkonsert i Blåviks kyrka. 1998 slogs kören ihop med Skeninge manskör och bildade kören Manskören SMS (Skeninge Mjölby Sångarbröder).
Kören var från sina första år anslutna till Östgöta Sångarförbund och Svenska Sångarförbundet. Manskören samarbetade ofta med både Boxholms manskör och Skeninge manskör.

### Konserter
Kören medverkade årligen på adventskonserterna "Fläskkonserterna" i Mjölby kyrka och Sveriges nationaldag. Under några år medverkade även kören på Gustaf Adolfs-vesper under november månad. De medverkade från sitt bildande på Valborgsmässofirandet i Mjölby. Där man först sjön på Centralskolans trappa och sedan vid elden i Folkets park. 1941 flyttades firandet från Centralskolan till Stadshusets trappa. 1972 tog kören över valborgsmässofirandet som flyttades till Hagaparken.
- 20 april 1913 höll kören sin första konsert i Mjölby teatersalong.[1]
- 1923 medverkade kören vid en konsert i Göteborg under ledning av Hugo Alfvén.[1]
- 1929 medverkade man på Skänningeutställningen där Östgöra Sångarförbund anordnade en konsert med 350 sångare.[1]
- 15 november 1942 firade kören 30-årsjubileum och hade en konsert i Mjölby kyrka tillsammans med Mjölby musiksällskap.[1]
- 1946 hade man en vårkonsert med ett band på 12 personer ur kören.[1]
- 16 november 1952 firade kören 40-årsjubileum med en konsert.[1]
- 1955 höll man en vårkonsert. På konserter medverkade Heimer Sjöblom, piano och Lars Arman, kåserier.[1]
- 1957 firade kören 45-årsjubileum med en konsert som hölls i Lagmansskolans aula.[1]
- 1959 medverkade man vid Svenska Sångarförbundets 50-årsjubileum i Stockholm, där man sjöng med ett par tusen sångare.[1]
- 15 april 1962 firade kören 50-årsjubileum och hade en konsert i Lagmansskolans aula. På konserten medverkade Rolf Björling som gästsolist.[1]
- 1972 firade kören 60-årsjubileum och hade en konsert tillsammans med Åse Kleveland.[1]
- 1982 firade kören 70-årsjubileum och hade en konsert tillsammans med Kyrkslätts manskör från Helsingfors.[1]
- 30 oktober 1983 medverkade kören på en konsert då poeten Bo Setterlind besökte Mjölby. Kören framförde dikter av Setterlind som var tonsatta av Birger Norén.[1]